# Émile Rimailho

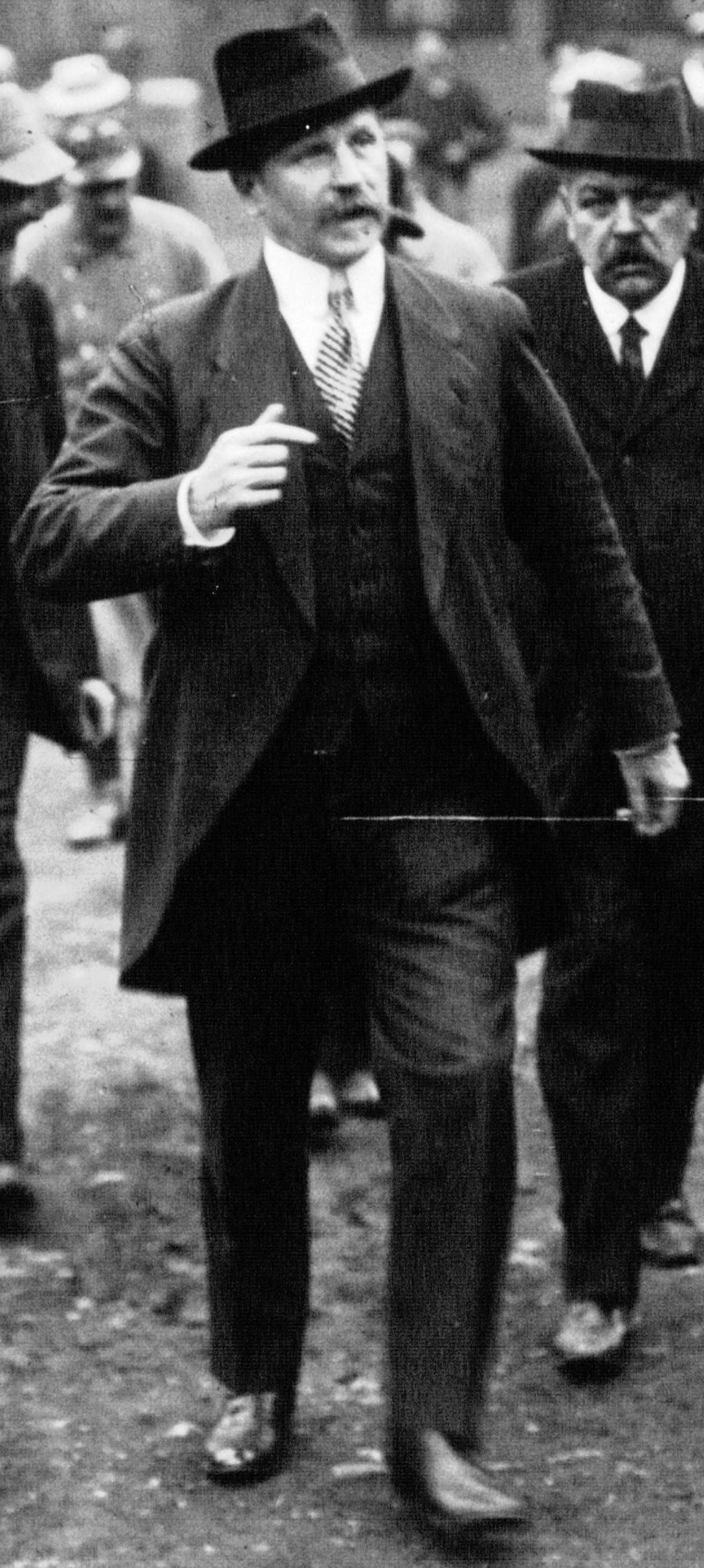
Émile Rimailho 1915 als Betriebsleiter

François-Léon-Émile Rimailho (* 2. März 1864 in Paris; † 28. September 1954 in Pont-Érambourg, Département Orne) war Ingenieur, Artillerieoffizier, Waffentechniker, Industriefunktionär und Arbeitssoziologe.

## Leben und Wirken
Rimailho wurde 1864 als Kaufmannssohn in Paris geboren. Nach dem Abitur absolvierte er sein Studium zum Ingenieur an der École polytechnique. An der École d'application de l'artillerie et du génie in Fontainebleau verbrachte er weitere zwei Jahre zur Spezialisierung im Bereich der Artillerietechnik. Danach wurde er als Leutnant zum 31. Artillerieregiment versetzt.

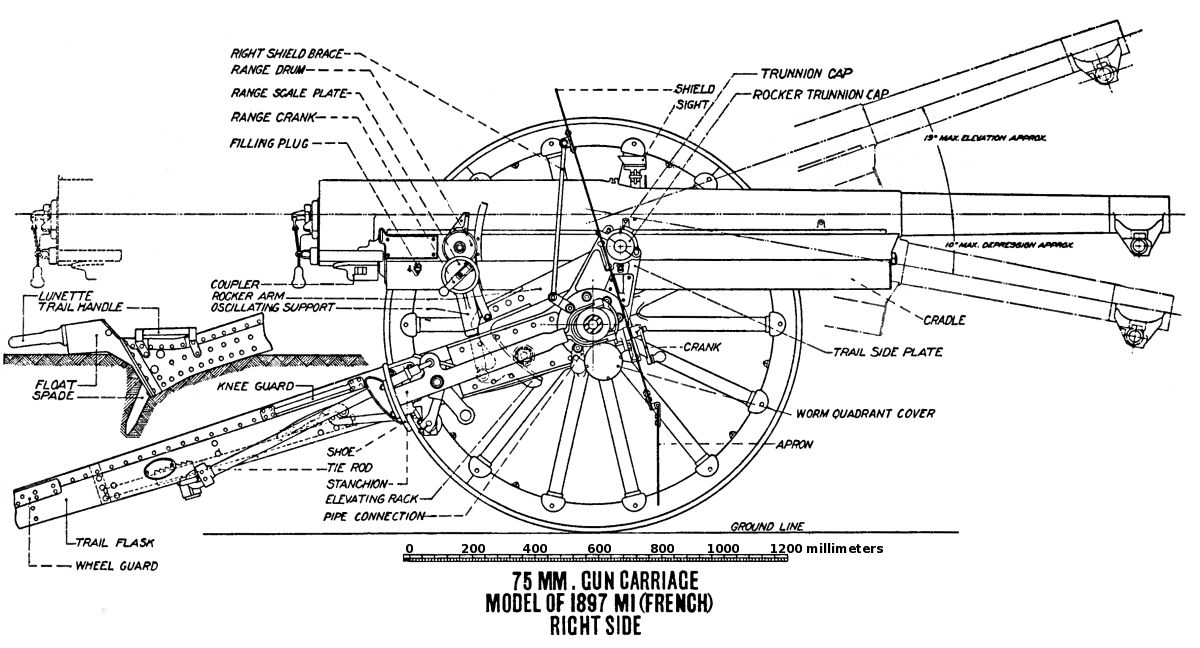
Konstruktionszeichnung der 75-mm-Schnellladekanone M1897

Am 4. Januar 1895 nahm er seine Tätigkeit im Konstruktionsbüro, dem Ateliers de Puteaux (APX), auf. Er widmete sich dort hauptsächlich der Geschützentwicklung und den zugehörigen industriellen Prozessen. Joseph Albert Deport hatte 1895 ein neues Geschütz entwickelt, welches von Rimailho und Charles Étienne Sainte-Claire Deville zur Serienreife gebracht und 1897 von der französischen Armee angenommen wurde. Dazu wurde die Entwicklung der Canon de 75 mle 1897 bekannt. Es folgten einige Verbesserungen von Rimailho am Geschütz Canon de 155 mm L modèle 1877. Schließlich wurde die Entwicklung eines neuen Geschützes beauftragt, um die veraltete 155-mm-Haubitze zu ersetzen. Mit der Neuentwicklung des Obusier de 155 mm CTR modèle 1904 konnte die französische Artillerie entscheidend erneuert werden. Weil aus Gründen der Munitionskompatibilität mit älteren Geschützen nicht das volle Potential genutzt werden konnte, übte das Militär dennoch Kritik an dem neuen Geschütz.
1899 wurde Rimailho nach Afrika versetzt und nahm dort an Feldzügen teil. Er leitete eine Batterie im 13. Artillerie-Regiment, welches mit der neuen 155-mm-Haubitze ausgerüstet wurde. Zwischen 1906 und 1908 war diese Einheit bei Vincennes im Großraum Paris stationiert. Rimailho wurde 1911 zum Oberstleutnant befördert, nachdem er ein Jahr am Centre des Hautes Etudes Militaires eine Weiterbildung absolviert hatte.
Noch vor dem Beginn des Ersten Weltkrieges verließ er im Februar 1913 die Armee, um einer Beschäftigung in der Industrie nachzugehen. Er wurde Direktor des Werk-Châtillon-Commentry bei Saint-Chamond (Loire), welches zur Compagnie des forges et aciéries de la marine et d'Homécourt gehörte. Wie die meisten Franzosen erhielt auch Rimailho am 2. August 1914 den Mobilisierungsbefehl, wurde aber auf Intervention der Rüstungswirtschaft am 12. November 1914 freigestellt. Im März 1915 wurde er technischer Direktor in Saint-Chamond. Neben der Produktionsoptimierung widmete er sich in der Folge der Entwicklung des Saint-Chamond-Panzers und des Halbkettenfahrzeuges Autochenille Saint-Chamond modèle 1921.
Nach dem Ersten Weltkrieg wechselte Rimailho zur Compagnie générale de construction et d'entretien du matériel de chemin de fer (CGCEM) und wurde dort Direktor. Als Schwerpunkte seiner Tätigkeit ist die Befassung mit Verbesserungen von Arbeitsprozessen aus organisatorischer sowie ökonomischer Sicht und die Förderung einer sozial angemessener Arbeitswelt zu nennen. Er trat mehreren Organisationen bei und versuchte seinen Einfluss zur Entwicklung der französischen Wirtschaft einzusetzen. Die Deutsche Besetzung Frankreichs im Zweiten Weltkrieg zeigte keine bekannten Auswirkungen, obwohl er bekannterweise mit dem Vichy-Regime sympathisierte und teilweise sozialkritische Werke verfasste, was Aufmerksamkeit in politischen Kreisen fand. In der Zeit nach dem Zweiten Weltkrieg sind noch einige Publikationen erschienen. Sein weiteres Wirken aus der Nachkriegszeit ist weitgehend unbekannt. Er verstarb 1954 im Alter von 90 Jahren.

## Werke

### Entwicklungen, Erfindungen und Patente
Zu den bedeutenden Entwicklungen, an denen Rimailho einen maßgeblichen Anteil hat, gelten die Schnellfeuergeschütze Canon de 75 mle 1897 sowie Obusier de 155 mm CTR modèle 1904, die teilweise auch mit dem Beinamen „Rimailho“ bekannt sind. Zahlreiche kleinere Erfindungen von Rimailho sind im Detail kaum bekannt, weil die jeweiligen Arbeitgeber etliche Patente auf eigenen Namen angemeldet haben. Viele Patente zur Rüstungsentwicklung wurden von der Firma Schneider-Creusot (auch Schneider & Cie.) persönlich auf den Inhaber Charles-Prosper-Eugene Schneider angemeldet. Patente, in denen Rimailho als Erfinder benannt wird, sind deutlich seltener zu finden. Aus der Mitte der 1890er-Jahre ist lediglich eine Erfindung zur Fototechnik bekannt. Aus der Mitte der frühen 1900er-Jahre sind einige seiner Erfindungen mit Patenten dokumentiert. Weiterhin ist ein Patentrechtsstreit bekannt, der in den Vereinigten Staaten von Amerika anhängig war, weil eine Erfindung zurückgewiesen wurde. Nachfolgend eine unvollständige Übersicht zu Patenten von Rimailho:
- 1897 „Hémérascope“ (Fotografie), Patent  GB189724831A: Improvements in or relating to Apparatus for Exposing, Developing, and similarly Treating Photographic Plates and the like. Angemeldet am 26. Oktober 1897, Anmelder: Rimailho, Emile (Paris), Erfinder: Rimailho, Emile.‌
- 1906 Munitionskasten auf Fahrgestell, Patent  DE194561C: Munitionskasten für Vorder- oder Hinterwagen. Veröffentlicht am 19. August 1906, Anmelder: Charles-Prosper-Eugene Schneider (Le Creusot), Erfinder: Rimailho, Emile.‌
- 1907 Lafette, Patent  AT28007B: Lafette mit Einrichtung zur Sicherung der selbsttätigen Korrektur der Schiefstellung der Radachse. Veröffentlicht am 15. August 1907, Anmelder: Charles-Prosper-Eugene Schneider (Le Creusot), Erfinder: Rimailho, Emile.‌
- 1907 Artilleriebeobachtungsstand auf Fahrgestell, Patent  GB190618883A: An Improved Folding Observatory or Look Out Apparatus applicable for use in connection with Military and other Operations. Veröffentlicht am 7. Februar 1907, Anmelder: Charles-Prosper-Eugene Schneider (Le Creusot), Erfinder: Rimailho, Emile.‌
- 1907 Verschluss (Waffentechnik), Patent  AT30816B: Als Ansetzer dienender Schraubenverschluß für Geschütze.. Veröffentlicht am 25. November 1907, Anmelder: Charles-Prosper-Eugene Schneider (Le Creusot), Erfinder: Rimailho, Emile.‌

### Schriften
Rimailho veröffentlichte zahlreiche Schriften; teils zu militärtechnischen, teils zur Organisation der Industrie sowie zu sozialkritischen Themen, von denen nachfolgend einige aufgeführt sind.
- Rimailho: Artillerie de campagne. Gauthier-Villars, Paris 1924, OCLC 16464311 (französisch).
- Rimailho: Chacun sa part. Band 1, L'organisation sociale du travail pourrait couvrir le risque ouvrier aussi bien que le risque patronal. Éditions Delmas, Paris 1947, OCLC 42923338 (französisch).
- Rimailho: Chacun sa part. Band 2, Associer capital et travail, comment faire? Éditions Delmas, Paris 1947, OCLC 42923339 (französisch).
- Rimailho: Organisation à la française. 1: Le Rendement par la Collaboration ; 2: Préparation. Exécution. Contrôlle ; 3: Etablissement des prix de revient. Delma, Paris 1947, OCLC 42370537 (französisch).
- Rimailho, Dubreuil: Zwei Männer sprechen von der Arbeit. Druckerei Cratander, Basel 1943, OCLC 604354691.

## Rezeption
Die waffentechnischen Entwicklungen von Rimailho werden bis in das 21. Jahrhundert rezipiert. Für die Arbeiten zur Canon de 75 mle 1897 wurde Rimailho am 6. Juni 1899 der Orden der Ehrenlegion im Commandeursrang verliehen. Die französische Armee verließ er im Rang eines Oberstleutnant und wurde folgend in ranghohen Positionen der Industrie betraut. Seine Werke zur Reorganisation der Arbeitswelt und zur Arbeitssoziologie wurden allgemein positiv anerkannt.